# 미국 보건복지부
미국 보건복지부(美國 保健福祉部, United States Department of Health and Human Services, HHS)는 모든 미국인의 건강을 보호하고 인간의 본질적인 서비스를 제공하는 것을 목표로 한다. 모토는 "안전한 보건 복지의 향상"이다. 1979년에 교육보건복지부가 교육 부분이 따로 분리되어 미국 교육부로 분리되기 전까지는 미국 교육보건부로 연방정부를 구성하였다.

## 역사
1923년 미국 대통령 워런 G. 하딩이 지금의 미국 교육부과 보건복지부와 유사한 부처를 만들기 위하여 일찍이 설립할 것을 주장하였다. 그리고 후임 대통령에 의해 이어질 것을 원했으나 여러 가지 내외사정으로 인하여 실현되지는 못한다. 이 미국 교육보건부는 설립계획은 계속 남게 되어서 30여년 후인 1949년에 정부조직이 개편된다. 1953년, 제 1. 정부조직법에 따라 어떠한 행정부처를 만들기 위해 대통령과 의회 양원은 마찮가지로 승인과 의회 거부권을 행사할 수 있었다. 이 힘있는 법은 새로운 부처가 만들어지면서 1962년에 없어진다. 그리고 1980년대 초반에 미국 연방 대법원은 이 법이 미국 헌법에 위배된다고 판결을 내렸다.
한번도 제대로 존재하지 않았던 1953년 제1 정부조직 개편계획을 미국 연방 법전 안에 법령을 성문화하는 예전과는 다른 창조적인 권한을 행정부에 부여하게 된다. 그 계획은 비록 그 미국 의회가 법령을 승인한 이후이지만 오늘날 미국 연방법전 5번 부록으로 나와있다.
1979년, 미국 교육부 조직법이 제정됨에 따라서 미국 교육보건부는 미국 보건복지부로 개칭된다. 기존에 있던 교육 부분은 새로 만들어진 미국 교육부로 이관되었다. 미국 보건복지부안에 있는 사회보장청(Social Security Administration agencies)은 공공보건국(Public Health Service)과 가족 부양 관리를 책임진다.
1995년, 사회보장청은 미국 보건복지부의 독립 기관으로서 분리된다.
보건복지부는 미국 대통령이 상원의 동의를 얻어서 보건복지장관을 임명한다. 미국 공공보건국은 미국 보건복지부의 주요부서로, 보건 차관보의 보좌를 받는다. 현 장관은 알렉스 아자르이다. 부의장으로서 미국 보건복지부의 노숙자들에 대한 위원회,미국 노숙 예방과 노숙자를 위해 헌신하는 위원회에 소속되어 있다.

## 산하 기관
- NIH
- CDC
- NIOSH
- NIAID
- FDA

## 같이 보기
- 의료종사자